# Hart (worstelfamilie)
De Hart-worstelfamilie is een Canadese familie die bekend is van het professioneel worstelen. De patriarch van de familie was worstellegende, Orde van Canada ontvanger en WWE Hall of Famer Stu Hart (1915-2003). Stu en zijn vrouw, Helen Hart, hebben samen 12 kinderen. De zonen werden worstelaars en de dochters trouwden met worstelaars. Smith Hart is het oudste kind en Owen Hart het jongste van Stu en Helen.
Twee van hun zonen, Bret en Owen, werden in de jaren 1990 wereldberoemd vanwege hun succes in de World Wrestling Federation (WWF, nu WWE).

## Kinderen van Stu en Helen
1. Smith (1949-2017), gepensioneerd professioneel worstelaar.
2. Bruce (1951), gepensioneerd professioneel worstelaar.
3. Keith (1952), gepensioneerd professioneel worstelaar.
4. Wayne (1953), professioneel worstelscheidsrechter.
5. Dean (1954-1990), professioneel worstelaar.
6. Ellie (1955), getrouwd met professioneel worstelaar, Jim Neidhart.
7. Georgia (1956), getrouwd met professioneel worstelaar, B.J. Annis.
8. Bret Hart (1957), gepensioneerd professioneel worstelaar
9. Alison (1959), getrouwd met professioneel worstelaar, Ben Bassarab.
10. Ross (1961), professioneel worstelpromotor.
11. Diana Hart (1963), voormalig vrouw van Davey Boy Smith (The British Bulldog)
12. Owen Hart (1965-1999), professioneel worstelaar